# Harald Jers
Harald Jers (* 1972 in Aachen) ist ein deutscher Dirigent, Chorleiter und Professor für Chordirigieren.

## Leben
Jers studierte Dirigieren, Musik auf Lehramt der Sekundarstufe II mit Hauptfach Gesang, Kirchenmusik sowie Physik (Diplom und Lehramt) und Mathematik in Aachen, Köln, Stockholm und Düsseldorf. In Dirigieren besuchte er Meisterkurse unter anderem bei Frieder Bernius, Eric Ericson, Laszlo Heltay, Peter Erdei, Eva Kollar, Wolfgang Schäfer, Max Frey und Georg Grün. Neben seiner Dozententätigkeit als Gesangs- und Dirigierlehrer an einigen europäischen Musikhochschulen leitet er internationale Dirigierkurse und Workshops. Darüber hinaus ist er Juror bei Chor- und Kompositionswettbewerben sowie weltweit Referent bei Fachsymposien. 2001 gründete er den Kammerchor CONSONO. Von 2006 bis 2014 leitete er den ebenfalls in Köln ansässigen Kammerchor CONSTANT sowie 2010 bis 2015 das Orchester und den Chor des Rodenkirchener KammerChor.
Harald Jers ist Gastdozent an europäischen Musikhochschulen, Referent bei Symposien und in zahlreichen Musikakademien. Er unterrichtet die Fächer Chordirigieren, Gesang, Stimmbildung und Akustik. Darüber hinaus gibt er Dirigierkurse auch in Verbindung mit Chorakustik und Stimmbildung und ist Juror bei Internationalen Chor- und Kompositionswettbewerben. Ein besonderes Markenzeichen stellt seine Zusatzqualifikation als Diplom-Physiker in Kombination mit musikwissenschaftlicher Forschungstätigkeit in musikalischer Akustik dar. Das dadurch erworbene Hintergrundwissen nutzt er als Dirigent zur qualitativen Verbesserung von Intonation und Klang, für eine effektive Probenmethodik, zur Entwicklung einer werkspezifischen Interpretation und zur optimierten Aufstellung seiner Ensembles in der Proben- bzw. Konzertsituation. Zahlreiche erste Preise bei internationalen Chorwettbewerben mit seinen Chören, CD- und Rundfunkeinspielungen, Einladungen zu renommierten Musikfestivals sowie wissenschaftliche Auszeichnungen in der Akustik belegen seine fachliche Reputation. Seine Forschungsarbeiten auf dem Gebiet der musikalischen Akustik und Raumakustik lieferten wissenschaftliche Grundlagen zur Analyse der Singstimme im Chor. Im Rahmen seiner Forschungstätigkeit in systematischer Musikwissenschaft zum Thema „Chorakustik“ erhielt Jers einen Forschungsauftrag der EU an der Königlich Technischen Hochschule Stockholm. Im November 2005 erhielt er für seine Forschungsarbeit den ersten Preis der Acoustical Society of America in musikalischer Akustik.
Harald Jers ist seit 2013 als Professor für Chorleitung an der Hochschule für Musik und Darstellende Kunst Mannheim sowohl für die Leitung der Hochschulchöre als auch das Fach Chordirigieren in unterschiedlichen Studiengängen (Bachelor, Master, Zusatzstudium, Lehramt Musik BA und MA) zuständig. Die Hochschule verfügt durch das „Landeszentrum für Dirigieren“ über einen Schwerpunkt auf der dirigentischen Ausbildung. Studierende für Chordirigieren können somit an diesem Standort sowohl die Breite dirigentischer Tätigkeiten erfahren, als auch einen Schwerpunkt für den Beruf des Chordirigenten setzen. Die Hochschule bietet eine sehr hochwertige und breit angelegte Chorstruktur: Kammerchor, Hochschulchor, mehrere Studiochöre. Darüber sammeln die Studierenden regelmäßig mit semiprofessionellen und professionellen Chören Erfahrungen.
Zusammen mit seinem Kammerchor CONSONO erreichte Jers 2006 nicht nur den 1. Platz beim Deutschen Chorwettbewerb, sondern gewann ebenso bei den internationalen Chorwettbewerben in Marktoberdorf (Deutschland, 2007), Maasmechelen (Belgien, 2007), Cork (Irland, 2008) und Gorizia (Italien, 2009), Debrecen (Ungarn, 2010), Lindenholzhausen (Deutschland, 2017). Im Jahr 2010 erhielt er den Grand-Prix-Dirigentenpreis beim Internationalen Chorwettbewerb in Debrecen (Ungarn). Seit 2014 unterrichtet er als Professor für Chorleitung an der Musikhochschule Mannheim. Als einziger Chordirigent konnte er mit seinem Kammerchor der Musikhochschule Mannheim 2018 zum zweiten Mal einen 1. Preis beim Deutschen Chorwettbewerb erzielen.

## Veröffentlichungen

### Tondokumente
- Sturmesmythe. Wilhelm Berger. Chorwerke, Kammerchor CONSONO. Spektral records Regensburg 2015.
- Otto Nicolai. Messe in D-Dur, Kammerchor CONSONO. Carus-Verlag 2013.
- Robert Fuchs. Mondaufgang, Kammerchor CONSTANT. Chorlieder für gemischte Stimmen. Helbling-Verlag 2012.
- Stimmenwelten – Himmelsstimmen. Kammerchor CONSONO. Deutschlandradio Kultur. Kultursommer Rheinland-Pfalz 2011.
- Johann Sebastian Bach: Messe in h-moll. Kammerchor CONSONO. Regensburg 2010.
- Albert Becker. Bleibe Abend will es werden. Romantische Chormusik. Kammerchor CONSONO. Carus-Verlag 2008.
- Lux beatissima, Kammerchor CONSTANT. Spektral 2008.
- Turn darkness into light. Chorwerke des 20. und 21. Jahrhunderts. Kammerchor CONSONO. Spektral 2008.
- Lay a garland. Chormusik des 19. und 20. Jahrhunderts. Kammerchor CONSONO, 2006.

### Aufsätze
- Die Gesangsstimme – Sängerinnen und Sänger, in: Kompendien Musik, Band 16 Musikalische Akustik (Herausgegeben im Auftrag der Gesellschaft für Musikforschung), Laaber-Verlag 2014.
- The impact of location on the singing voice, in Welch, G., Howard, D., Nix, J. (Eds.), The Oxford Handbook of Singing, Oxford University Press 2013.
- Group and Ensemble Vocal Music, in McPherson, G. E., & Welch, G. F. (Eds.), The Oxford Handbook of Music Education, OUP 2012.
- Akustik im Chor, in: Brecht, K., Schönherr, C., Weigle, K., Chorissimo – Chorbuch für die Schule, Carus-Verlag 2008.
- Directivity measurements of adjacent singers in a choir, 19th International Congress of Acoustics, Madrid, Spanien 2007.
- Die Phänomene der Akustik, Musikforum 04/2006.
- Directivity of singers, Meeting of the Acoustical Society of America, Minneapolis 2005.
- What are the differences between amateur and professional choir?, ASA/Noise-Con 2005, Meeting Minneapolis 2005.
- Multitrack analysis of amateur and professional choirs, Meeting of the Acoustical Society of America, Minneapolis 2005.
- Intonation analysis of a multi-channel choir recording. TMH-QPSR, 47(1), Seite 001–006, 2005.
- Vom Laienchor zum Profichor – akustische Analyse von Mehrkanalaufnahmen, Tonmeistertagung Leipzig 2004.
- Intonation analysis of a multi-channel choir recording. In Proc of Baltic-Nordic Acoustics Meeting 2004, B-NAM 2004. Mariehamn, Åland, Finnland 2004.
- Directivity measurement of a singer. The joint meeting Forum Acusticum/ASA/DAGA in Berlin, ACUSTICA 85 Suppl. 1, S77, 1999.
- Untersuchung der Realisierungsmöglichkeiten verteilter Quellen für die raumakustische Computersimulation am Beispiel des Chores. Diplomarbeit am Institut für Technische Akustik, RWTH Aachen 1998.
- Nachbildung eines Chores für raumakustische und musikalische Untersuchungen, 20. Tonmeistertagung, Karlsruhe 1998.